# InZOI
InZOI (кор. 인조이) — компьютерная игра в жанре симулятора жизни, разрабатываемая южнокорейской студией inZOI Studio, подразделением Krafton. Игра была выпущена в раннем доступе в Steam 28 марта 2025 года для Windows, а в будущем ожидается выход на других платформах. В InZOI игрок берёт на себя роль стажёрки в компании, где она в роли бога должна управлять зоями — виртуальными людьми и их городками. Управляя персонажами, необходимо удовлетворять их базовые потребности, а также искать разные способы заработка средств. Игровые персонажи могут заводить отношения и создавать семьи.
Разработка InZOI исходила из инициативы геймдизайнера Хёнджуна Кима, старого поклонника серий The Sims и SimCity. Работая над симулятором жизни, разработчик хотел создать игру нового поколения и внедрить в неё элементы, которых не хватало играм The Sims, например ультрареалистичную графику, созданную с помощью Unreal Engine 5, воссоздать среду густонаселённого города и усовершенствовать искусственный интеллект персонажей, сделав их менее предсказуемыми. При работе над искусственным интеллектом, Хёнджун обращался к своему опыту разработки ролевых игр. InZOI создавалась с расчётом охвата игровой аудитории в странах дальнего востока, среди которых игры серии The Sims не пользуются популярностью из-за излишней ориентации на западную культуру.
После своего анонса, InZOI привлекла повышенное внимание у игроков The Sims, что сподвигло разработчиков доработать игру, чтобы сделать её привлекательнее для западной аудитории. Игра на момент анонса настолько впечатляла своей продвинутой графикой и проработанностью игрового мира, что многие пользователи думали, что анонс был фейком.

## Игровой процесс
inZOI — симулятор жизни, c игровым процессом, во многом подобным играм серии The Sims, но с уклоном в южнокорейскую культуру. Игрок выступает в роли Боры Ю, стажёрки в AR Company, которой поручено работать тестировщицей виртуальной вселенной, следить за виртуальными городками, его жителями, а также создавать новых персонажей и управлять их действиями. Боссом стажёрки выступает кот — Психет (англ. Psykhet), который следит за всеми её действиями. Сутки в игре продолжаются около 40 реальных минут, если не ставить ускоренный ход времени. В игре есть возможность откатить игровой прогресс и начать прохождение с предыдущих сохранений, например в случае смерти персонажа. В игру также встроены фильтры изображения, есть возможность применять сел-шейдинг или настраивать цветовую гамму.

### Режим жизни

Группа молодых людей развлекается на пляже, кадр из игры

Виртуальные персонажи в InZOI зовутся «зоями» (англ. zoi). Игрок может создать в редакторе персонажа одного или нескольких зоев желаемой внешности и пола и играть за них или же выбрать готовую семью. В игре можно выбирать два пола — женский и мужской, три гендерные идентичности — женский, мужской и небинарный, а также сексуальную ориентацию в отношение трёх идентичностей. По умолчанию все созданные зои являются цисгендерными гетеросексуалами. Игрок может как в The Sims приказывать персонажами перемещаться методом point and click, но также непосредственно управлять персонажем от третьего лица. У каждого зоя есть восемь основных потребностей: сон, голод, туалет, гигиена, энергия, веселье, общение и общественное признание. Пренебрежение некоторыми потребностями, например питанием может стать причиной смерти персонажа. Изначально в игре представлены 16 видов смерти. Зои могут например умереть от огня, удара током, утонув, отравившись, поскользнувшись, попав под машину итд. Также можно умереть от стресса, вызванного общественным позором.
Зои стареют, могут рожать детей и формировать семейные династии. В игре представлены девять возрастных категорий, от младенцев до стариков. Для жизни персонажу требуются деньги, чтобы их получить — требуется работать. В InZOI все карьеры являются управляемыми и представляют собой список дел, которые персонаж должен выполнить в ограниченное время, например работа кассиром, уборщиком, певцом, пожарным и так далее. За хорошо проделанную работу, персонаж может продвигаться по карьерной лестнице. Зои могут отдыхать и развлекаться, например заниматься садоводством, петь или танцевать. В игре представлены автомобили, на которых можно перемещаться. Помимо стандартной внутриигровой валюты, в игре есть мяу-валюта, которую можно получать за выполнение желаний. За мяу-валюту можно купить пончики, наделяющие зоев временными или постоянными баффами, например заполняют шкалы потребностей.
Игрок может оказывать косвенное влияние на местное сообщество, например через распространение слухов или постов во внутриигровой социальной сети. Например другие персонажи могут носить одинаковые предметы гардероба, увидев их в завирусившейся фотографии.

### Игровые миры
Игровые локации в InZOI являются открытыми игровыми мирами небольшого размера. В городах есть множество общественных заведений, например караоке-бары, ночные клубы, игровые центры. Игрок может наблюдать за действиями до трёхсот неигровых персонажей в окрестностях городков и посещать разнообразные общественные места, включая магазины, рестораны, пляжи, парки развлечений и прочее. В игре доступны корейский мегаполис Довон и американский город Блисс Бей.
Игрок может редактировать жилые участки, строить на них здания или оформлять квартиры. Игровые локации за пределами некоторых участков нельзя редактировать, но можно косвенно влиять на их облик. Игрок может запускать на внутриигровых билбордах видео из YouTube, изменять погоду, растительность, например будут ли в городе расти преимущественно пальмы или лиственные деревья, задавать уровень загрязнённости или хаотичности — то, как часто будут происходить конфликты и преступления. В InZOI встроена механика осадков — дождя или снега, игрок может настроить погоду, температуру и интенсивность осадков. Игрок может настраивать то, какие животные и в каких количествах будут бродить по городам.

### Искусственный интеллект
Зои обладают уникальными личностями, влияющими на их поступки, взаимодействие с окружающим миром и развитие отношений. В игре доступны более трёхсот черт характера, предпочтений и ценностей, которые формируют личность персонажа. В игре важно общаться и развивать отношения. Представлены три типа взаимоотношений — семейные отношения, рабочие и дружба. Во время общения, игрок видит случайно подобранный список возможных взаимодействий, доступных в зависимости от личности, настроения персонажа и его уровня отношений. У каждого персонажа есть репутация или карма, которая зависит от их прошлых поступков и влияет на жизнь и отношения с другими персонажами. Приобретая слишком высокую или низкую репутацию, персонажам становятся доступны уникальные взаимодействия. Репутация влияет на отношения, например совершая дурные поступки, персонаж может вызывать отрицательную реакцию у других персонажей и испортить существующие отношения. Занимаясь противоправными делами, например воровством, можно столкнуться с полицией, если игнорировать их предупреждения, то персонаж отправится в тюрьму и технически будет удалён из игры.
Игрок может задавать в настройках уровень сложности и непредсказуемости в развитии отношений. Важную роль играют сновидения персонажей, они влияют на их удачу, также в игре персонажи могут страдать от лунатизма. У каждого зоя есть «дневник жизни», в котором отображаются их важные события из прошлого, где они учились, работали, с какими проблемами сталкивались. Если зои к моменту смерти вели нравственный образ жизни, они вознесутся на небеса, если нет — то станут призраком и игрок может управлять призраком, чтобы улучшить их карму и добиться вознесения.
В игру внедрена функция Smart Zoi, которую игрок может включить по желанию. В этом случае зои не следует набору правил, а представлены отдельными нейронными сетями, которые обучаются, то есть персонажи накапливают жизненный опыт, меняющий их личность, предпочтения, на их поведение влияет окружение. Это придаёт зоям большую правдоподобность в поведении и элемент непредсказуемости. Однако эта функция снижает производительность игры.

### Кастомизация
В режиме создания персонажа можно настроить возраст, форму тела, цвет кожи, глаз, волос, подобрать одежду. Можно надевать одежду поверх другой одежды, настраивать детали некоторых нарядов, например длину рукава. Есть возможность детально изменять черты лица захватом мышки, в том числе создавать асимметричные лица или выбирать готовые пресеты. В игру встроена функция захвата лица Facial Capture, работающая в режиме реального времени при управлении зоями.
В InZOI встроен полноценный редактор строительства. Во многом он подобен редакторам строительства в играх The Sims, но с большей вариацией настроек. Игрок может изменять интерьер во внутренних помещениях в высотных зданиях или же построить собственный участок на пустой земле. Можно создавать здания разной этажности и конфигурации. Есть возможность создавать неограниченное количество этажей, но их рекомендуемое количество — четыре. Есть возможность подбирать готовые участки и помещения. Игрок может украшать помещения разной мебелью. Часть предметов можно детально изменять, например подбирать ножки или подушки диванам.
В игре присутствует редактор стилей, позволяющий подбирать любые текстуры для предметов и одежды и менять их цвет. Можно подобрать доступные в игре текстуры, загрузить их из компьютера или создать с помощью ИИ-генератора, также можно настраивать отражение поверхности, чтобы например придать мебели матовый или наоборот глянцевый вид. Есть возможность детальной настройки некоторых типов мебели, например подбирать для стульев ножки и сидение. В режиме создания персонажа аналогичный редактор позволяет настраивать отдельные детали тканей для некоторых костюмов.
В InZOI присутствует особый ИИ-генератор, создающий из загруженных изображений трёхмерные объекты. Можно менять их размер, растягивать и вращать. Созданные таким образом предметы можно размещать на участке или использовать, как аксессуары для зоев. В InZOI встроена социальная платформа Canvas, позволяющая игрокам загружать и делиться друг с другом внутриигровым пользовательским контентом.

## Разработка
| Системные требования | Системные требования                                | Системные требования                                 |
| -------------------- | --------------------------------------------------- | ---------------------------------------------------- |
|                      | Минимальные                                         | Рекомендуемые                                        |
| Windows              |                                                     |                                                      |
| ОС                   | Windows 10/11 64-бит                                | Windows 10/11 64-бит                                 |
| ЦПУ                  | Intel i5 10400 или AMD Ryzen 3600                   | Intel i7 12700 или AMD Ryzen 5800.                   |
| Объём ОЗУ            | 12 ГБ                                               | 16 ГБ                                                |
| Видеокарта           | NVIDIA RTX 2060 (8G VRAM) или AMD Radeon RX 5600 XT | NVIDIA RTX 3070 (8G VRAM) или AMD Radeon RX 6800 XT. |
| Устройства ввода     | компьютерная мышь, клавиатура                       | компьютерная мышь, клавиатура                        |

Игра была создана в южнокорейской компании Krafton, известной выпуском PUBG Battlegrounds. В начале 2025 года компания специально для разработчиков InZOI основала дочернюю студию inZOI Studio. Разработкой игры руководил Хёнджун Ким.
Разработка игры началась в начале 2023 года, для этой цели был собран штат опытных разработчиков, работавших над играми-симуляторами. К моменту анонса над InZOI работала команда из 120 штатных и 80 внешних сотрудников. Для бета-тестирования приглашались ютуберы и видеоблогеры с опытом игры. Позже Хёнджун Ким признался, что InZOI стала его самым трудным испытанием в жизни, упоминая, что трудность разработки возрастала экспоненциально по мере наполнения игры контентом и что борьба с внутриигровыми ошибками превратилась для команды в «пятнашки с невидимыми призраками». Хёнджун пришёл к выводу, что это была главная причина отсутствия конкурентов у The Sims в течение 20 лет. Разработка базовой версии игры будет продолжаться в течение всего периода раннего доступа. Разработчики до конца 2025 года сосредоточатся на улучшении искусственного интеллекта зои, редакторов строительства и создания персонажа. Также они добавят больше инструментов для моддинга, дополнительные коллекции мебели и одежды. Среди главных нововведений, планируемых до конца года — бассейны, призраки и третий город. В период раннего доступа весь новый контент будет бесплатным.
Разработчики заметили, что в случае успеха игры, она будет поддерживаться игровым контентом, выпуском платных DLC. Хёнджун упоминал о планах поддерживать игру в течение 20 лет, и что команде понадобится как минимум 10 лет, чтоб добавить туда все задуманные идеи. Разработчики хотят добавить как можно больше городов с разными культурами. Также команда думает над созданием многопользовательского режима, но пока не ясно, каким образом это будет реализовано, но разработчики упоминали многопользовательский режим в играх серии Animal Crossing в качестве образца для подражания. Разработчики также заявили о намерении добавить все основные языки мира для большего охвата аудитории.
В логотипах и промоматериалах игры используются изображения неба, голубые и белые тона, что символизирует положение игрока, как бога в этой игре, наблюдающих за событиями в игре с неба. Слово «зои» (греч. ζωή) на греческом означает жизнь, ими также обозначаются внутриигровые персонажи. Слово InZOI с английской приставкой можно переводить, как «в жизни». Корейский вариант 인조이 по системе Концевича транслируется, как «Инджои». Добавление кота Психета стало случайностью. Хёнджун во время прогулок любил фотографировать уличных кошек и посылать фотографии команде художников, которые и пришли к идее добавить «кота-бога».

### Предпосылки
Создание InZOI было личной инициативой руководителя разработки Хёнджун Кима. До этого он в течение 20 лет работал над играми в жанре RPG, в том числе работал арт-директором в команде разработчиков Aion. Хёнджун уделял особое внимание кастомизации внешности и личности персонажей, что в итоге привлекало женскую аудиторию к его играм. После работы над провальным неназванным RPG-проектом. Хёнджун понял, что устал работать с одним и тем же жанром и захотел опробовать себя в разработке чего то нового.
Разработчик признался, что является старым поклонником серии The Sims, а также играл в игры SimCity с момента выхода первой игры в 1989 году. В симуляторах его привлекала возможность наблюдать за простой жизнью виртуальных симов и получать удовольствие от наблюдения за обыденными моментами. Хёнджун Ким, будучи игроком The Sims 4, долгое время раздумывал, что бы он, как геймдизайнер мог исправить и доработать в игре, и как могла бы выглядеть более современная версия симулятора жизни. Это стало для Хёнджуна основным ориентиром в разработке InZOI.
На решение начать разработку собственного симулятора жизни Хёнджуна подтолкнул его сын, спросивший, почему у The Sims за столько много лет не появилось конкуренции и может быть он [Хёнджун] сделает такую игру?. Разработчик также хотел пойти на риск и создавать что-то новое, вместо того, чтобы работать над самыми популярными и проверенными жанрами.
Рабода над основной концепцией InZOI началась с вопроса «Живете ли вы той жизнью, о которой мечтаете?». Из-за того, что InZOI затрагивает слишком нишевый игровой жанр, при подборе команды было трудно найти разработчиков с соответствующими опытом, также Хёнджун указывал на то, что невозможно было спрогнозировать потребности рынка и ожидания игроков. Трудность разработки была связана с тем, что в Южной Корее раннее не создавались игры подобного жанра, а также с тем, что серия The Sims на момент разработки удерживала 97,3 % игрового рынка симуляторов жизни, оставаясь по сути абсолютным монополистом. Хёнджун понятия не имел, сколько времени и средств понадобится для разработки такой игры и решил, что попытается «сделать всё, что сможет». Убедить руководство Krafton профинансировать было не сложно, Хёнджун упоминал готовность компании работать с необычными игровыми жанрами, однако для этого требовалось создать надёжный прототип в очень сжатые сроки.

### Сравнение с The Sims
Игры The Sims выступали ориентиром при разработке InZOI. Хёнджун называл свой проект не копией The Sims, а и идейными наследником, игрой нового поколения, вбирающей лучшие качества от этой франшизы и предлагающей новые возможности. 

Сравнение персонажей из The Sims 4 и InZOI

Хёнджун признался, что InZOI намерена конкурировать с The Sims 4 и в том числе нацелена на её игровую аудиторию, в частности на тех игроков, которые не имеют возможности выбирать что либо другое. Он однако оговорился, что его игра ни в коем случае претендует на новую пальму первенства, упоминая, что The Sims 4 несмотря на устаревшую графику и дизайн, в течение 10 лет поддерживалась игровым контентом и что франшиза The Sims и её фанатское сообщество за 20 лет стали культурным феноменом. Прежде всего Krafton рассчитывает завоевать собственную крупную игровую аудиторию, главным образом среди игроков из стран Азии, наоборот слабо представленных в среде аудитории The Sims.
Хёнджун упоминал, что в InZOI он хотел сделать доступными многие функции, которые The Sims 4 имеются, но искусственно ограничены через чит-коды, например возможность получить крупную сумму денег для персонажа, ставить объекты поверх друг друга или мгновенно менять погоду. Разработчик также упоминал множество очевидных и желаемых функций, которые по неизвестной ему причине отсутствуют в The Sims 4, например возможность прямо в игре загружать или удалять изображения, звуковые дорожки или пользовательский контент, подбирать позу персонажу для фотографии при загрузке в галерею или отсутствие инструментов для создателей машиним.
Разработчики были приятно удивлены повышенным вниманием к своему проекту со стороны симмеров. Они заметили, что их игру воспринимали, как K-Pop версию The Sims. Для того, чтобы учитывать пожелания потенциальных игроков, разработчики запустили канал на Discord, где пользователи могли составлять списки пожеланий, одним из главных пожеланий стало добавление функциональных машин в игру, а также возможность их кастомизации ввиду их отсутствия в The Sims 4. Хёнджун заметил, что изначально у разработчиков вовсе не было планов добавлять машины в игру, учитывая культурную специфику — развитый общественный транспорт и высокую плотность городской застройки в Южной Корее, что и должно было быть отражено в игре. В игру была добавлена возможность управлять машиной на дороге и даже врезаться в случае неправильного вождения, однако разработчики не хотели превращать игру в GTA и игрок ограничен в попытках проворачивать опасные трюки на дороге, но при этом аварии могут происходить. Так как в игре персонажи тратят время на поездку в школу, работу и посещение других заведений, привычные для игр The Sims игровые сутки длинною в 24 минуты было решено расширить до 40 минут.

### Культура
| Ocean Avenue во время линьки                                 | 덕수궁의 가을 |
| Довон и Блисс Бей создавались по образу Сеула и Санта-Моники |               |

Одной из главных мотиваций создать InZOI было стремление охватить азиатский рынок. Хёнджун упоминал, что игровая аудитория серии The Sims прежде всего сконцентрирована в Европе и Северной Америке, но почти не представлена игроками из Дальнего востока. Одной из главных причин разработчик упоминал культурную специфику игр серии, ориентированную на западную культуру и западный образ жизни. Это выражается во многих деталях, в первую очередь азиатских игроков отталкивает художественный стиль и облик симов, отсылающий к «некрасивой» для азиатов западной анимации и неподходящий макияж. Хёнджун упоминал другие для него некомфортные детали в играх The Sims, например хождение в обуви в жилом помещении, что не принято в Азии. Разработчики InZOI надеются привлечь азиатских поклонников симулятора жизни, но которым было не комфортно играть в The Sims. В игре есть множество отсылок к современной азиатской культуре, например караоке-бары или интернет-кафе.
Комментируя повышенный интерес к игре со стороны западных игроков The Sims после анонса, Хёнджун Ким также признался, что команде разработчиков не хватает понимания о различных культурах вне Южной Кореи и выразил надежду, что эту проблему будет возможно обойти через обратную связь с интернет-сообществом, поэтому было принято решение выпустить игру в раннем доступе и на базе основных замечаний и пожеланий, сделать в будущем игру более инклюзивной.
На момент анонса, разработчиками был создан стандартный городок Довон, созданный по образу корейского мегаполиса. В данный город также были добавлены достопримечательности, отсылающие к реальным памятникам Южной Кореи, например Кёнбоккуну. После анонса игры, разработчики также добавили игровой мир Блисс Бей, вдохновлённый Санта-Моникой. Разработчики в будущем планируют добавить локации, вдохновлённые Европой. Так как Блисс Бей был создан по образу американского города, для которых типичны обширные пространства и обилие автомобильных трасс, возникла проблема с тем, что персонажи тратили слишком много времени, передвигаясь пешком, поэтому добавление транспорта было обязательным. Такой проблемы не было при создании Довона с более компактной планировкой улиц. В конце 2025 года планируется выпуск третьего города — Кучингку, вдохновлённого природой и культурой Индонезии и где будет обитать множество бездомных кошек.
При создании городов, разработчики изучали Google Maps, а также консультировались с местными жителями из городов, служивших прообразами для игровых локаций. Комментируя дальнейшие планы по добавлению городков, разработчики заметили, что не ставят перед собой цели создать множество однотипных локаций и при работе над очередным городком желают тщательно его прорабатывать и внедрять региональные и культурные особенности. Работая над знаками и вывесками в игре, разработчики консультировались с юридическим отделом, чтобы случайно не нарушить авторские права.
В течение разработки неизменно вставали этические вопросы, связанные с насилием и взрослым контентом. Все сцены, связанные с эротикой представлены более сдержанно, чем в играх The Sims в том числе и потому, что из-за акцента на реализм, сложнее изображать двусмысленные сцены, как в The Sims. На определённом этапе разработки, создатели задумывали исключить любые элементы насилия, но пришли к выводу, что это в будущем оттолкнёт значительную часть игроков.

### Графика и мир
Игра создавалась на движке Unreal Engine 5. Создание качественной и фотореалистичной графики было одной из главных задач разработчиков. Они также тщательно подошли к созданию анимаций и мимики персонажей. За анимации и мимику отвечал технический художник Со Ю Сок. Разработчики, столкнувшись с серьёзными проблемами из-за низкой частоты кадров предприняли значительные усилия по оптимизации игры, например настройки плотности населения или количества автомобилей, а также новейшие технологии по рендерингу, например Lumen или Nanite. Для полноценной работы игры потребуется персональный компьютер с мощными характеристиками. Это также обусловлено тем, что в режиме жизни на игровой карте бродят до 300 персонажей со своими уникальными чертами характера и разными сценариями поведения. На данный момент команда разработчиков работает над оптимизацией игры, чтобы при низких графических настройках она могла запускаться на компьютерах средней мощности, но и не теряла свой эстетичный вид.
Создание открытого и интерактивного мира было одной из главных задач разработчиков. Хёнджун, будучи поклонником серии The Sims был крайне разочарован тем, что в The Sims 4 отказались от открытого игрового мира, как в The Sims 3 и игровая локация была одной из первых вещей, созданных в прототипе InZOI. Некоторые сотрудники, задействованные в разработке InZOI уже раннее создавали обширные локации для ролевых игр, поэтому создание городка для них не было трудной задачей. Хёнджун, будучи одновременно поклонником The Sims и SimCity мечтал сыграть в игру, совмещающую геймплей обеих этих игр. Хотя выполнение такой цели стало бы непосильной задачей для команды, Хёнджун поставил перед собой цель поместить виртуальных людей в густонаселённую и интерактивную локацию и добавить некоторые механики, типичные для SimCity, например настройку уровня преступности. Так был создан городок Довон, его городской пейзаж был смоделирован с помощью аэрофотоснимков. Разработчики упоминали, что в реальных прототипах городов разный уровень преступности, но в InZOI все города по умолчанию имеют одинаковый уровень преступности, так как создатели не хотели усиливать предубеждения против разных стран.
При создании игровых миров применялись инструменты процедурной генерации, созданные для Unreal Engine. В начале при помощи генерации создавалась карта на основе реальных городов, затем разработчики приступали к созданию зданий с помощью утилит «BP (Blueprint)» и PCG (Procedural Content Generation), после чего уже вручную работали над фасадами и окнами зданий. С помощью утилиты «City Sample» была создана иллюзия того, что из окон солнечный свет попадает во внутренние помещения. При создании природных ландшафтов применялась программа Nanite
Разработчики позаботились о том, чтобы персонажи могли изучать и взаимодействовать с игровым пространством вокруг себя. В городах доступно множество взаимодействий, в качестве примера разработчики упоминали возможность съесть рамен в ПК-Кафе, развлечься в караоке, а затем устроить уличный концерт в парке. Размер игровых локаций относительно невелик. Хёнджун упоминал, что изначально карты были крупнее, но их пришлось уменьшить, так как в противном случае большая часть зданий была бы неиграбельной и также потребовалось бы повысить системные требования. К моменту релиза, разработчики планировали выпустить игру с тремя локациями, стандартную локацию Довон, вдохновлённую Южной Кореей, Блисс Бей, вдохновлённую США и третью локацию, вдохновлённую Юго-Восточной Азией. Планируется в будущем добавить вдохновлённую Европой локацию.

### Искусственный интеллект
Работая над искусственным интеллектом персонажей и динамикой виртуального общества, Хёнджун и остальная команда разработчиков прибегали к опыту разработки ролевых игр, заметив, что как в InZOI каждый персонаж выполняет определённую роль, например прибывает на работу в нужное время. Реализовать эту типичную для RPG механику в симуляторе жизни было не просто, но в итоге команда справилась с поставленной целью. Также исходя из опыта разработки ролевых игр, в InZOI было решено ввести механику репутации. Хёнджун упоминал, что в корейском обществе многое строится на слухах и для человека крайне важно сохранять хорошую репутацию, эту особенность он хотел перенести в игру. Создавая черты характера и ценности для персонажей, разработчики изучали статьи по психологии, в том числе опирались на типологию Майерс — Бриггс.
Работая над динамикой отношений, разработчики хотели внести в них элемент непредсказуемости, упоминая, что игрок не сможет просто сдружить или поженить персонажей, как в The Sims 4, если он этого захочет. Например если персонажи в InZOI несовместимы характерами, они рано или поздно поссорятся и испортят отношения, как и в настоящей жизни. Аналогично, если игрок ставит для персонажа достижение некой цели, он может её не достигнуть или будет вынужден поменять цель из-за множества непредвиденных обстоятельств. Хёнджун по собственному жизненному опыту упоминал о том, что в реальной жизни часто всё идёт не по плану и данный аспект должным образом был реализован в игре. Действия персонажей с момента их рождения являются продуктом случайной генерации, это касается развития их темперамента, личности, ценностей и предпочтений. Работая над чертами характера, разработчики читали статьи по психологии, некоторые черты также взяли у игр The Sims.
Другим основным пожеланием стало добавление групповых активностей, то есть возможность персонажам собираться в группы для совершения общих занятий или увлечений. В отличие от The Sims 4, симуляция в InZOI происходит и за пределами экрана, NPC продолжают следовать своим жизненным сценариям, например развивать отношения, посещать работу, приходить на встречи итд. В игру была внедрена система распространения слухов.
Уклон в сторону ультра реалистичной графики требовал прописывать зоям более реалистичное поведение в сравнение преувеличенным и гиперболизированным поведением симов из The Sims. В противном случае поведение зоев выглядело странным и неуместным. Хёнджун признался, что это стало для него досадным недостатком, упоминая, что его игра во многом лишена юмора, типичного для игр The Sims.
В игру была внедрена экспериментальная функция Smart Zoi — использование нейронных сетей, чтобы сделать поведение зои более реалистичными. Так как эта функция на момент релиза находилась на ранней стадии разработки и понижала производительность игры, разработчики сделали её опциональной. Эта технология была разработана Krafton в сотрудничестве с Nvidia и впервые демонстрировалась на выставке Consumer Electronics Show 2025. Персонажи с нейросетевым интеллектом в противовес NPC называются CPC (Co-Playable Character). Их поведение не ограничено чётким и логическим набором правил. Они способны гибко адаптироваться к ситуациям в реальном времени, понимать контекст ситуации, по разному реагировать на взаимодействия.

### Редакторы и пользовательский контент
Разработчиками велась тщательная работа над редактором персонажей, чтобы была возможность создать зоя с любым обликом. На момент анонса, редактор персонажа был ориентирован на создание людей азиатской внешности. С учётом пожелания пользователей из стран запада, разработчики добавили больше вариантов лиц европейской внешности и других рас, а также афро-причёски, упоминая желание сделать итоговую версию более инклюзивной.
Хёнджун задумывал игру прежде всего, как площадку, предоставляющую множество инструментов для создателей пользовательского контента, аналогичную программам Photoshop или Blender и жанр симулятора жизни по мнению Хёнджуна лучше всего подходит для этой цели. Одновременно игра не требовала от игрока обладать нужными навыками графического дизайнера. Для этих целей в InZOI были внедрены передовые технологии искусственного интеллекта, например функция 3D принтера, позволяющая преобразовать изображение во внутриигровой декоративный элемент или встроенный в игру генератор ИИ-изображений, чьи изображения можно будет использовать, как внутриигровые текстуры для предметов и одежды. При создании генератора изображения использовались такие инструменты, как Midjourney и Diffusion. Отвечая на опасения по поводу злоупотреблений, связанных с ИИ, разработчики заметили, что программа обучалась на изображениях без авторских прав или принадлежащих Krafton, ИИ, создающий трёхмерные предметы также обучался на ассетах, принадлежавших Karfton.
Работая над редактором строительства, Хёнджун заметил, что хотел сделать доступными многие функции с помощью горячих клавиш, доступные в The Sims только с введёнными чит-кодами, упоминая например возможность наложить один предмет на другой. Многие внутриигровые предметы и одежда были добавлены в игру с помощью 3D-сканирования. При создании одежды для игры, разработчики сотрудничали с южнокорейскими модными брендами, например MUSINSA и планируют это делать в будущем, также модные наряды помогал создавать координатор, работающий с известными южнокорейскими музыкантами. В рамках сотрудничества с Samsung, в игре присутствуют виртуальные копии новейших гаджетов и устройств этой компании.
В InZOI была встроена внутриигровая галерея по аналогии галереи из The Sims 4. Хёнджун признался, что именно из-за галереи он возвращался снова и снова в игру, чтобы посмотреть на созданные пользователями участки и персонажей. Эту возможность, но с куда большим количеством инструментов создания пользовательского контента он хотел встроить и в InZOI, где помимо персонажей и участков, игроки могли бы делиться настраиваемыми костюмами или предметами. Разработчики также объявили, что работают над инструментами, максимально упрощающими игрокам создание модов и пользовательского контента. Работая над инструментами для модификаций, разработчики сотрудничают с Overwolf и к моменту выпуска игры хотят договориться с несколькими известными моддерами, готовыми выпускать для InZOI загружаемый контент. Создатели считают наличие моддеров главным условием формирования собственного игрового сообщества у InZOI. Упоминая наличие внутриигровой монетизации почти во всех южнокорейских играх, Хёнджун решил её полностью исключить в InZOI, заметив, что интерес к игре должен поддерживаться не ограниченными событиями и предметами, а творческим контентом, создаваемым игроками.

## Анонс и выход
InZOI была анонсирована 9 ноября 2023 года. Тогда же был выпущен первый трейлер и демонстрация игрового процесса. Выход ранней версии изначально был запланирован на конец 2024 года только для Windows, однако 7 ноября 2024 года разработчики сообщили, что выход игры состоится 28 марта 2025 года. Krafton также объявила о разработке версий для Xbox Series X/S и PS5.
Игра была впервые представлена на выставке Krafton G-Star 2023 в Пусане, Южной Корее с 16 по 19 ноября 2023 года. Посетители проявили повышенный интерес к игре и должны были два часа стоять в очереди, чтобы опробовать игру. Также игру могли опробовать в августе 2024 года посетители Gamescom в Кёльне, Германии. Опробовавшие игру посетители получали карточки сотрудника с изображениями созданных ими персонажей и в обмен на пост с фотографией стенда получали подарки. Также у стенда разыгрывались викторины с призами. При организации стенда, Krafton сотрудничала с Samsung, рекламировавшей свои новейшие продукты, планшеты, компьютеры и OLED-дисплеи. Для демонстрации игры посетителям, было использовано оборудование Samsung. Главным украшением стенда стала установленная сверху огромная кошка, как бы готовая в любой момент спрыгнуть на сцену.
В рамках рекламной кампании Krafton также раздавала копии игры через Steam игровым блогерам и инфлюенсерам. С 21 по 26 августа в Steam была выпущена бесплатная демоверсия Character Studio. Игроки могли создавать персонажей и делиться ими во встроенной социальной платформе в InZOI — Canvas, а также загружать готовых персонажей, созданных другими игроками. После выпуска игры, созданных в Character Studio можно будет загрузить в игру. За пять дней игроки создали множество копий известных личностей или персонажей из вымышленных вселенных. Пиковая онлайн-посещаемость редактора достигала около 19.000 человек, отзывы были положительными. За два первых дня было создано более 100.000 персонажей, а сама InZOI в список топ-50 желаемых игр у пользователей Steam. Демоверсия была взломана и выпущена, в том числе с русификатором. C 20 по 27 марта в Steam для бесплатного скачивания была доступна демоверсия Inzoi: Creative Studio с режимом создания персонажа и строительства. Скачать её могли пользователи, просмотревшие стримы по игре на площадках Twitch, Chzzk, SOOP и в Steam. 
Игра вышла в раннем доступе 28 марта 2025 года в Steam. InZOI также была добавлена в библиотеку облачных игр GeForce Now. В день релиза игроки, пользовавшиеся Steam Deck жаловались на крайне плохую производительность игры и просадки до 30 кадров в секунду. Разработчики выпустили объявление, что их игра не поддерживает Steam Deck.
|                                                    |  |  |  |  |
| InZOI на выставке Gamescom 2024 в Кёльне, Германии |  |  |  |  |

## Продажи и популярность
Krafton при наиболее положительном исходе рассчитывала продать около 1,8 миллионов копий игры в 2025 году, раннее данный прогноз оценивался в миллион. На фоне повышенного интереса к игре, акции компании заметно выросли. За четыре дня до релиза InZOI заняла первое место в списке самых желаемых игр в Steam.
Всего через 40 минут после релиза игра возглавила мировой чарт по продажам в Steam. Пиковый онлайн в день релиза составил 87000 игроков, доля положительных отзывов достигала 86%. С релизом игры создателей InZOI поздравили разработчики The Sims 4 и Atomic Heart. Игра была взломана в день релиза и распространялась через torrent-сайты.
В первую неделю после выхода раннего доступа было продано более миллиона копий игры.InZOI продолжала держаться в списке 10 самых продаваемых игр в большинстве регионов и была куплена более миллиона раз. Это стало лучшим результатом для Krafton. Прежде самый его успешный проект PUBG: Battlegrounds был продан миллион раз за две с половиной недели. Внутриигровая социальная платформа Canvas тогда привлекла более 1,2 миллиона игроков, загрузивших туда более 470 тыс. созданных персонажей, зданий, предметов итд. Повышенный числовой показатель над продажами обусловлен тем, что многие игроки пробовали Canvas в демо-версиях до выхода InZOI. По состоянию на 4 мая у игры было 13000 положительных обзоров, а рейтинг одобрения составлял 83 %.
В течение первых двух недель после выхода, количество активных игроков по состоянию на 9 мая упало ниже 13000 человек и продолжало падать, что на 85% ниже пикового онлайна вскоре после релиза. Хотя резкий спад игроков типичен для свежих релизов, InZOI показала худшую динамику спада, чем большинство других недавно выпущенных игр. Выход InZOI также немного повысил интерес у игроков к The Sims 4, чья посещаемость в Steam выросла на 10%. По состоянию на 25 апреля ежедневная посещаемость игры составляла около 5000 человек, приближаясь в посещаемости игры The Sims 3 16-ти летней давности.  

## Моддинг
Команда создателей порно-модификаций для The Sims 4 — WickedWhims в день выхода InZOI объявила о начале разработки порно-модификаций под названием WickedZoi, которая была выпущена уже через 4 дня после релиза.

## Споры
Анос игры сопровождался спорами об этичности использования генеративного искусственного интеллекта, а именно, что для его обучения могли использоваться работы авторов и это можно рассматривать, как нарушение авторского права. Разработчики утверждали, что использовали только находящиеся в Infold или свободные изображения для обучения ИИ.
Незадолго до выхода, была выпущена демо-версия игры со встроенной DRM защитой Denuvo. Это вызвало волнения у игроков, обеспокоенных, что Denuvo будет встроена в игру и что эта система защиты будет требовать постоянного подключения к интернету, ухудшать производительность игры и значительно ограничит моддинг. Разработчики быстро отреагировали на волнения, принесли публичные извинения и обещали исключить Denuvo из релизной версии.
Релизная версия InZOI содержала внутриигровые ошибки, наибольший резонанс вызвала возможность сбивать насмерть детей на машине, что не соответствует рейтингу Teen. Исправляющий патч был выпущен в тот же день.
Хотя однополые отношения включены в игру, в релизной версии все зои в городах по умолчанию были гетеросексуальными и игрокам требовалось создавать зоев с нужными настройками, чтобы заводить однополые отношения. Разработчиков обвинили в пренебрежительном отношении к ЛГБТ-репрезентации, упоминая, что даже игры The Sims 20-ти летней давности не были столь ограничительными. Увидев негативную реакцию, разработчики утверждали, что это не ограничение, а внутриигровая ошибка, однако некоторые игроки сомневались в правдивости этих утверждений, считая, что добавление ЛГБТ-репрезентации в InZOI является запоздалой реакцией на повышенный интерес к игре у западных игроков. Эти опасения подтверждались отсутствием каких либо намёков на однополые отношения во всех промо-материалах. 

## Восприятие

### До выхода
После анонса ряд журналистов и многие пользователи прозвали InZOI «убийцей „The Sims“», игрой, «которая снесёт „Sims“ c пьедестала», превратит её в историю за наличие прежде всего гиперреалистичной графики. Среди других параллельных разработок симуляторов жизни InZOI выглядела самой впечатляющей. Игру также прозвали cмесью The Sims и GTA 6, непомерно амбициозной игрой, идеальной для поклонников The Sims, корейских дорам и в целом корейской культуры. 
InZOI после анонса привлекла всеобщее внимание со стороны игровой аудитории The Sims 4 благодаря реалистичной графике и открытому миру. Многие симмеры объявили о своей готовности перейти в InZOI после её выхода. InZOI разрабатывалась параллельно с другими потенциальными конкурентами The Sims, включая Life by You, на которую также возлагали много надежд, но которую в результате отменили.
Разработчики заметили, что после анонса InZOI и представленного трейлера, пользователи были на столько поражены гиперреалистичной графикой и окружением, что многим из них было проще поверить в наличие подвохов или в то, что это был фейк, в том числе и потому, что компания Krafton оставалась малоизвестной за пределами Южной Кореи. Из-за этого разработчикам было трудно найти блогеров, готовых прорекламировать игру, большинство из них просто не отвечали на сообщения. Со временем игру уже соглашались рекламировать блогеры с более миллионов подписчиков. Южнокорейские аналитики заметили, что анонс InZOI поспособствовал повышению ценности Krafton, которая прежде ассоциировалась компанией, выпустившей PUBG:Battlegrounds.

### Ранний доступ
| Иноязычные издания    | Иноязычные издания |
| Издание               | Оценка             |
| --------------------- | ------------------ |
| GameSpot              | 6/10               |
| IGN                   | 6/10               |
| The Gamer             | [ 136 ]            |
| Gamersky              | [ 137 ]            |
| Русскоязычные издания |                    |
| Издание               | Оценка             |
| StopGame.ru           | «Проходняк»        |

Сара Туэйтс с сайта IGN и Мири Тейшейра с сайта GamesRadar заметили, что InZOI, впечатляет своими настройками персонажа, редактором строительства и социальными взаимодействиями, но эти элементы не ощущаются связанными, как будто игра пока не осиливает все возможности, которая предлагает или выглядит мешаниной из незавершённых идей. Мири Тейшейра с сайта GamesRadar назвала InZOI бездушной имитацией худших частей The Sims. Джессика, Сара и Джея Кастелло с сайта Rock Paper Shotgun заметили, что за глянцевой реалистичной графикой с модельными персонажами прячется скучная и посредственная игра, потребительская антиутопия, где вершина стремлений — это подмести пол. Сара с сайта IGN заметила, что InZOI скорее ощущается, как набор продвинутых инструментов для дизайна и интерьеров, но с довольно посредственным режимом жизни. Джессика Когсуэлл с сайта GameSpot и Мири Тейшейра заметили однако, что у игры есть серьёзный потенциал стать достойным конкурентом The Sims. 
Далтон Купер с сайта Game Rant Мэг Пелличчио с сайта The Gamer наоборот признались, что осторожно относились к анонсу, но игра превзошла их изначальные ожидания. Купер назвал InZOI — The Sims, но с более реалистичной графикой и куда большим количеством опций и взаимодействий. Даже в раннем доступе игра является серьёзным конкурентом для The Sims и имеет все шансы превзойти знаменитую франшизу при поддержке обновлениями и игровым контентом.  
Представитель GameSpot в своём сравнительном анализе InZOI и The Sims 4 пришёл к выводу, что The Sims 4 по многим параметрам превосходит InZOI, но лишь потому, что она поддерживалась в течение 10 лет и имеет множество DLC. В свою очередь InZOI можно рассматривать, как основу, задел под нечто гораздо более грандиозное, если игра будет поддерживаться обновлениями и дополнениями в следующие года. 

#### Инструменты создания и игровой мир
Инструменты строительства, настройки персонажей и дизайна получили положительные отзывы и некоторыми критиками признаны сильнейшей стороной игры. Рецензенты хвалили наличие цветовой палитры и возможность подбирать текстуры, загружать изображения из компьютера, настраивать отражение поверхности. Это позволяет в режиме создания персонажа настраивать любые оттенки кожи, косметики или подбирать любую текстуру для одежды или мебели. Также это позволяет подробно воссоздавать желаемые или существующие интерьеры помещений. Часть критиков оценили внедрение ИИ-генератора трёхмерных объектов, хотя упоминали неэтичность этого инструмента и его несовершенность. Мэг с сайта The Gamer предвкушала, как многие игроки будут злоупотреблять NSFW контентом. 
Редактор персонажа получил преимущественно положительные оценки. Критики оценили возможности детальной настройки внешности персонажа, подбирать отдельные части (например рукава, тело) некоторым категориям одежды или надевать одежду в несколько слоёв. Критики IGN и GameSpot похвалили возможность создавать несимметричные лица, что позволяет придать больше реализма внешности персонажей. Основными предметами критики стали недостаток коллекций одежды в релизной версии и плохая проработанность тел с избыточным весом. Джея Кастелло раскритиковала отсутствие настройки трансгендерных и интерсекс-тел, а Джессика осталась недовольна недостатком аксессуаров для чернокожих.
Оценка редактора строительства и дизайна помещений была преимущественно положительной. Обозреватели похвалили детальные настройки помещений, возможность настраивать отдельные детали для некоторых категории предметов, позволяя создавать причудливые комбинации. Критик Gamerant заметила, что редактор строительства определённо оценят поклонники строительства в играх The Sims. Представительница GamesRadar+ заметила, что InZOI предлагает многие функции, доступные в The Sims только с читами или модами. Основным предметом критики стал неудобный или излишне сложный интерфейс строительства, хотя Джессика заметила, что это дело привычки.
Оценка игрового мира была смешанной. Критики хвалили игру прежде всего за её реалистичность и детализированность игровых миров. Однако по мнению некоторых критиков это впечатление ошибочно и со временем игрок начнёт ощущаться пустоту, монотонность этих миров и замечать повторяющиеся сцены. Другая часть критиков наоборот осталась довольна уровнем детализации городов и насыщенности событиями в них. Часть критиков оценили инструменты, влияющие на облик города, позволяя настраивать флору, фауну, степень загрязнения. Критик The Gamer заметила, что все преимущества графики смогут оценить игроки с мощными компьютерами.

#### Режим жизни
Режим жизни получил смешанные оценки. Критики сошлись во мнении, что режим жизни и искусственный интеллект в релизной версии были слишком сырыми. По мнению представительницы IGN, игровой мир ощущался, как антиутопия, где все красивы и бесчувственны. У игры имеются проблемы с балансом, например по мнению критика GameSpot, выполнение рутинных задач на работе ощущалось утомительным и муторным. Обозреватели были недовольны медленной прокруткой времени. InZOI вынуждает игрока часть долго ждать, например во время ночного сна. Некоторые критики ругали неуклюжее управление машиной, провоцирующее постоянные аварии.  
Часть критиков жаловались на недостаточную индивидуальность персонажей, что черты характера и выполнение жизненных целей едва ли влияли на их поведение. По мнению критика GamesRadar, InZOI не хватает индивидуальности и сатиры, которые делают игры The Sims такими особенными. Критики указали на странное и порой абсурдное поведение зоев. Например игровые персонажи в режиме автономного поведения склонны совершать дурные поступки, хотя вполне справляются с удовлетворением собственных нужд. Персонажи не могут одновременно заниматься несколькими делами и попадают в странные ситуации из-за этого. Неигровые персонажи могут образовывать бродящие толпы, которые например бегут в сторону общественного парка, бродят у ресторана со стухшей едой или танцуют до изнеможения, пока не перезагрузить игру. Всё это придаёт игровому миру антиутопическую и сюрреалистичную атмосферу.
Интерфейс общения зоев также страдает от недоработок. Например нет возможности позвонить знакомому персонажу. Сами разговоры зев часть сводятся к странным темам, вроде обсуждения криптовалют или акций. Критик GameSpot оценил стиль интерфейса в форме мобильного чата, а также возможность выбирать действия в зависимости от контекста ситуации. 
Часть критиков оставили положительные отзывы о режиме жизни. Например представитель GameRant заметил, что InZOI впечатляет своей свободой действия. Мэг оценила динамику развития отношения зоев, а также систему воспоминаний. Она также заметила, что игра предлагает все классические сценарии симулятора жизни, начиная с работы, хобби и создания семьи, заканчивая необычными сценариями, вроде создания «чёрных вдов». Система кармы добавляет больше динамики в симулятор жизни. Представитель GameRant заметил, что несмотря на внутриигровые ошибки, игра для раннего доступа работает хорошо. Она редко страдает от сбоев и зависаний. Купер заметил, что сталкивался с куда более серьёзными проблемами в The Sims.